# Domprostgården, Borgå
Domprostgården (finska: Tuomiorovastin pappila) är den tidigare tjänstebostaden för en domprost i Borgå, i det finländska landskapet Nyland. Byggnaden ägs av Borgå kyrkliga samfällighet och används numera som fest- och samlingslokal. 

## Historia och arkitektur
Domprostgården ligger invid Borgbacken i Borgå gamla stan, i nationallandskap. På samma plats har det legat en prästgård alltsedan medeltiden. Den befintliga byggnaden blev klar år 1840 och renoverades år 2016. Nuvarande huvudbyggnaden är i empirestil, ritad av arkitekten Anton Wilhelm Arppe som länge jobbade som huvudassistent för Carl Ludvig Engel. Byggnadens renovering beräknades kosta cirka 2 miljoner euro.